# Carreño
Pour les articles homonymes, voir Carreño (homonymie).
Carreño est une commune (concejo aux Asturies) située dans la communauté autonome des Asturies en Espagne. Elle est bordée à l'ouest par Corvera, au nord par Gozón et la mer Cantabrique, à l'est par la mer Cantabrique et Gijón, et au sud par Gijón. Avec la commune voisine de Gozón, elle forme la mancommunauté del Cabo de Peñas. Sa population est de 10 177 habitants (INE 2023). Son chef-lieu est la ville de Candás. 

## Géographie
Les localités de Carreño les plus peuplées sont : Candás, La Granda, La Matiella, Rebollada et Fondo. Elle se trouve à 35 kilomètres de la capitale de la principauté Oviedo, et elle est bien reliée aux principaux centres urbains par l'autoroute "Y" (Oviedo - Gijón - Avilés). 
Cette commune n'a pas de grandes hauteurs, son altitude maximale se trouvant dans la Sierra Areo, au sud, avec 264 mètres. Parmi les caractéristiques côtières de Carreño, on peut citer le cap de San Antonio et les sommets du Pico de Castiello et d'El Cuerno. Parmi ses criques, il convient de mentionner celles du port de Candás, de Xivares et de Peran. Entre les collines, il y a cinq belles vallées, toutes orientées est-ouest.
La végétation la plus abondante dans toute la commune est l'eucalyptus, bien qu'il y ait aussi des châtaignier s et des chênes. Les pommes sont abondantes et les vergers produisent un fruit qui convient parfaitement à la fabrication du cidre . La commune abrite également une grande variété d'animaux tels que des renards, des loutres, des blaireaux, des martres et quelque 180 espèces différentes d'oiseaux marins  et migrateurs . 

### Paroisses
La commune de Carreño est divisée en 12 paroisses civiles :
- Candás
- Perlora
- Albandi
- Carrió
- Pervera
- Prendes
- Piedeloro
- Logrezana
- Guimarán
- El Valle
- Ambás
- Tamón

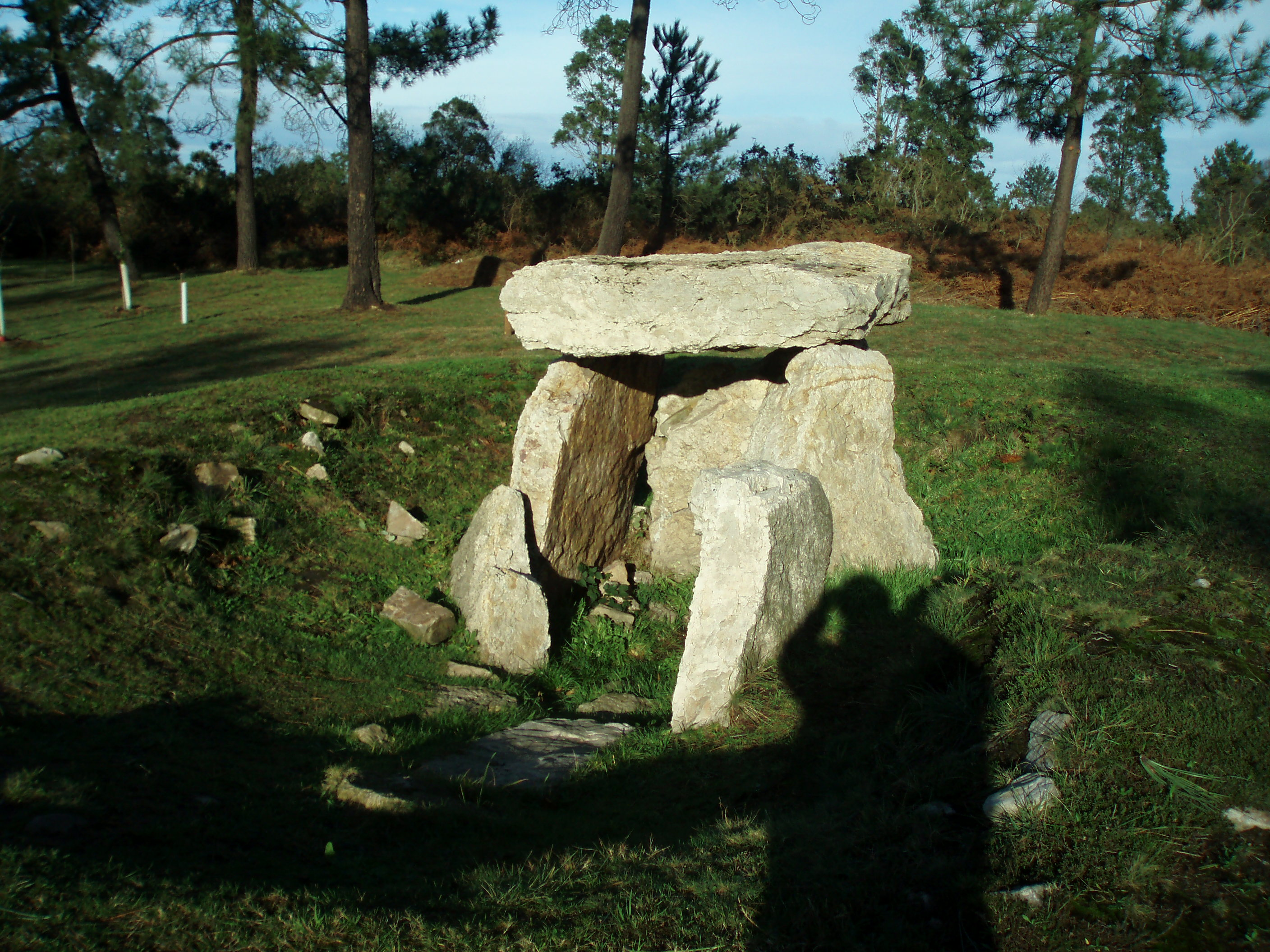
La nécropole mégalithique de Monte Areo.
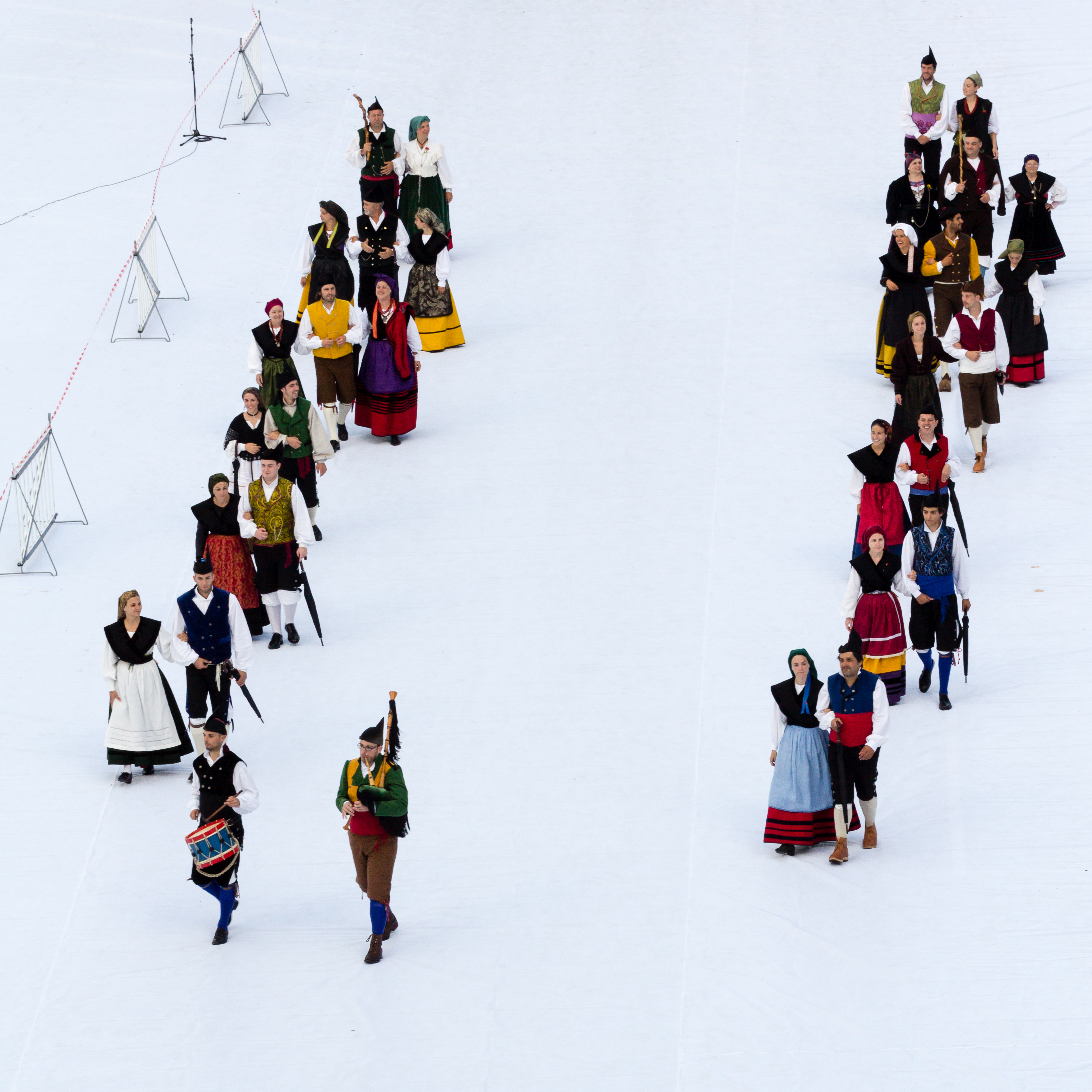
Le groupe de danse San Felix de Carreño au Festival interceltique de Lorient.